# Morris Park (stacja metra)
Morris Park – stacja metra nowojorskiego, na linii 5. Znajduje się w dzielnicy Bronx, w Nowym Jorku i zlokalizowana jest pomiędzy stacjami Pelham Parkway i East 180th Street. Została otwarta 29 maja 1912.